# Hernán Fagnilli
Hernán Fagnilli (Mulchén, Chile, 16 de marzo de 1935) es un jinete chileno que compitió en la modalidad de doma. Ganó una medalla de plata en los Juegos Panamericanos de 1971, en la prueba por equipos.

## Palmarés internacional
| Juegos Panamericanos | Juegos Panamericanos | Juegos Panamericanos | Juegos Panamericanos |
| Año                  | Lugar                | Medalla              | Categoría            |
| -------------------- | -------------------- | -------------------- | -------------------- |
| 1971                 | Cali (Colombia)      | Medalla de plata     | Por equipos          |